# H.320
Los sistemas y equipos terminales de telefonìa visual de banda estrecha o H.320 es una Recomendación general de ITU-T para ejecutar Multimedia (audio/ vídeo/datos) en redes basadas en ISDN. Los principales protocolos de esta suite son H.221, H.230, H.242, códecs de audio como G.711 (PCM) y G.728 (CELP), y códecs de vídeo de transformación de coseno discreta (DCT) vídeo codecs como H.261 y H.263.
Se denomina formalmente como equipos terminales y sistemas telefónicos visuales de banda estrecha. Especifica los requisitos técnicos sistemas telefónicos visuales de banda estrecha y equipos terminales, típicamente para servicios de videoconferencia y videteléfono. Describe una configuración de sistema genérica que consta de varios elementos que se especifican en las respectivas recomendaciones de UIT-T, la definición de los modos de comunicación y los tipos de terminales, las disposiciones de control de llamadas, los aspectos de los terminales y los requisitos de interfuncionamiento.